# Campeonato europeo de hockey sobre patines masculino de 1967
El XXVIII Campeonato europeo de hockey sobre patines masculino de 1967 se celebró en Bilbao (España) del 20 al 28 de mayo de 1967. Fue organizado por el Comité Europeo de Hockey sobre Patines. La selección de Portugal ganó su undécimo título.

## Equipos participantes
|              |
| Alemania     |
| Bélgica      |
| España       |
| Francia      |
| Inglaterra   |
| Italia       |
| Países Bajos |
| Portugal     |
| Suiza        |

## Resultados
|              | Bandera de Italia | Bandera de Bélgica | Bandera de España | Bandera de Francia | Bandera de Alemania | Bandera de Portugal | Bandera de Inglaterra | Bandera de los Países Bajos | Bandera de Suiza |
| ------------ | ----------------- | ------------------ | ----------------- | ------------------ | ------------------- | ------------------- | --------------------- | --------------------------- | ---------------- |
| Italia       |                   |                    |                   |                    |                     |                     |                       |                             |                  |
| Bélgica      | 2-5               |                    |                   |                    |                     |                     |                       |                             |                  |
| España       | 2-1               | 12-0               |                   |                    |                     |                     |                       |                             |                  |
| Francia      | 1-9               | 0-1                | 1-15              |                    |                     |                     |                       |                             |                  |
| Alemania     | 1-1               | 6-1                | 0-4               | 1-2                |                     |                     |                       |                             |                  |
| Portugal     | 10-1              | 2-0                | 1-0               | 5-1                | 4-3                 |                     |                       |                             |                  |
| Inglaterra   | 1-4               | 9-0                | 0-4               | 2-5                | 2-5                 | 1-11                |                       |                             |                  |
| Países Bajos | 5-4               | 8-1                | 1-6               | 7-2                | 5-1                 | 2-5                 | 9-1                   |                             |                  |
| Suiza        | 3-3               | 2-1                | 0-11              | 3-3                | 1-1                 | 1-1                 | 5-3                   | 1-2                         |                  |

## Clasificación
| Equipo       | Pts | PJ | PG | PE | PP | GF | GC | DG  |
| ------------ | --- | -- | -- | -- | -- | -- | -- | --- |
| Portugal     | 15  | 8  | 7  | 1  | 0  | 39 | 9  | +30 |
| España       | 14  | 8  | 7  | 0  | 1  | 54 | 4  | +50 |
| Países Bajos | 12  | 8  | 6  | 0  | 2  | 39 | 21 | +18 |
| Italia       | 8   | 8  | 3  | 2  | 3  | 28 | 25 | +3  |
| Suiza        | 7   | 8  | 2  | 3  | 2  | 16 | 25 | -9  |
| Alemania     | 6   | 8  | 2  | 2  | 4  | 18 | 20 | -12 |
| Francia      | 5   | 8  | 2  | 1  | 5  | 14 | 43 | -29 |
| Inglaterra   | 2   | 8  | 1  | 0  | 7  | 19 | 43 | -24 |
| Bélgica      | 2   | 8  | 1  | 0  | 7  | 6  | 43 | -37 |